# استان سابایا
استان سابایا (به اسپانیایی: Provincia de Sabaya) یکی از استان‌های بولیوی در بولیوی است که در شهرستان اورورو واقع شده‌است. استان سابایا ۵٬۸۸۵ کیلومتر مربع مساحت و ۷٬۱۱۴ نفر جمعیت دارد.